# Giant GRB Ring
El Giant GRB Ring es una enorme estructura galáctica con una extensión de 5,6 mil millones de años luz. Su descubrimiento fue anunciado en agosto de 2015 por un grupo de astrónomos húngaros y estadounidenses, algunos de los cuales fueron los descubridores en el año 2013 de la estructura más grande jamás encontrada en el Universo observable, conocida comúnmente como Gran Muralla de Hércules-Corona Boreal, de alrededor de 10 mil millones de años luz.
Tanto el Giant GRB Ring como la Gran Muralla de Hércules-Corona Boreal fueron descubiertos a través del mapeo de brotes de rayos gamma que suceden en áreas remotas del universo, utilizando instrumentos ubicados en la Tierra y satélites en órbita se ha creado el Gamma Ray Burst Online Index, catálogo que recoge estallidos de rayos gamma registrados. De esta manera, se identificaron 9 estallidos de rayos gamma ubicados a una distancia de la Tierra entre 2672 y 2866 megaparsec, y desplazamientos al rojo 0,785 <z <0,859, bastante similares. Este grupo de estallidos de rayos gamma, a los cuales corresponden el mismo número de galaxias, forman juntos una estructura circular con un diámetro de 36°, que es equivalente a una extensión de 5.6 mil millones de años luz. Los análisis estadísticos llevados a cabo han llevado a la conclusión de que esta configuración es muy probable que sea real ya que solo hay una posibilidad en 20,000 de que la distribución circular sea el resultado de una oportunidad.
Obviamente, el descubrimiento del Giant GRB Ring, después de la Gran Muralla de Hércules-Corona Boreal, plantea problemas sobre cómo explicar la existencia de estructuras de tales dimensiones, en el universo a gran escala, excediendo el límite teórico de 1.200 millones de años luz, porque contradicen el principio cosmológico que cree, a tales magnitudes, que el Universo es homogéneo e isótropo. Como alternativa a una estructura circular real, podría ser la proyección de una esfera donde las explosiones de rayos gamma han ocurrido en un intervalo de aproximadamente 250 millones de años. Finalmente, se calculó la masa total del Giant GRB Ring, que se estima en 1017 - 1018 masas solares en el caso de una estructura de anillo, y 1018 - 1019 masas solares en el caso de una esfera.
Se necesitarán más estudios para aclarar la naturaleza de estas estructuras, de las cuales hay otros ejemplos, como el Huge-LQG de 4 mil millones de años luz, el U1.11 de 2.5 mil millones de años luz, el Clowes-Campusano LQG, de 2 mil millones de años luz y la Gran Muralla Sloan de 1,37 mil millones de años luz.